# 第三三一海軍航空隊
第三三一海軍航空隊（だい331かいぐんこうくうたい）は、日本海軍の部隊の一つ。蘭印防衛の主力戦闘隊として、太平洋戦争後半に防空に従事した。

## 沿革
ソロモン諸島方面の劣勢を補うために、海軍は比較的平穏な蘭印方面や北方の航空隊を転用して、本土の新編部隊とともに最前線に投入していた。しかし過剰な転属によって蘭印方面の防空能力が著しく低下してきたことから、海軍は零式艦上戦闘機と天山をもって混成隊を編制し、蘭印に投入することとした。新機体の天山は初期故障を続発した上に、内南洋方面での劣勢に対応すべく分離独立した。このため三三一空は純粋な戦闘機隊として、最西端の防空に専念した。
- 昭和18年（1943年）

7月1日　大分航空基地（旧大分空港）を原駐とし、佐伯で開隊。南西方面艦隊直卒。定数は零戦24機・天山24機。
8月15日　航空母艦隼鷹に収容、シンガポールに向け佐伯を出港。
8月27日　シンガポール入港取りやめ。全機発艦しスマトラ島北方のサバン島飛行場に到着。
9月1日　天山隊を分離独立、第五五一海軍航空隊を編成し、コタラジャ飛行場に進出。
9月10日　カーニコバル島に建設していた飛行場が落成、先遣隊9機進出。
9月20日　第十三航空艦隊を新編、第二十八航空戦隊に編入。
9月22日　カーニコバルをB-24が偵察。派遣隊により1機撃墜。
10月11日　イギリス東洋艦隊出撃の報告を受け、哨戒活動開始。
12月3日　陸海軍共同カルカッタ爆撃作戦（竜一号作戦）発令。護衛・強襲隊に選抜され、27機をビルマのタボイ飛行場に派遣。
12月5日　竜一号作戦決行。主力の飛行第九八戦隊との会合に失敗し、三三一空と第七〇五海軍航空隊は事後攻撃を実施。
三三一空は空中戦で6機撃墜（ハリケーンまたはスピットファイアのいずれか）。
- 昭和19年（1944年）

1月23日　ビルマ南方・メルギーにB-24襲来。メルギー派遣隊が迎撃し2機撃墜。
2月17日　二十八航戦はチッタゴン爆撃を計画。しかしトラック島空襲にともなう内南洋転属計画のため却下。
2月18日　全機サバンに集結。ペリリュー島への移動開始。
2月26日　全38機、ペリリュー到着。
3月4日　本隊は戦闘第603飛行隊に改編、第二五三海軍航空隊に編入。以後メレヨン島派遣隊となる。
　　　　　　　　　岩国飛行場での再編が決定、三三一空は維持される。
　　　　　　　　　ペリリューに向かった基地員は船便でバリクパパンに至ったが、新三三一空に復帰が決定し、引き返す。
3月15日　新三三一空（戦闘第309飛行隊・定数24機）に攻撃第253飛行隊を追加、岩国出撃。再びサバンに進出。
4月19日　サバン飛行場に敵機襲来。
5月27日　ペナン島に撤退。
　　　　　　　　　以後、第三八一海軍航空隊と共同で蘭印の防空に従事。三三一空が西側・三八一空が東側を担当。
- 昭和20年（1945年）

1月11日　マラッカ海峡対潜掃討作戦（M5作戦）発動。哨戒・哨戒機護衛に従事。
1月29日　戦闘309飛行隊で特攻編成を実施、「神州隊」を編成。
3月2日　十三航艦の航空隊を改編。攻撃253飛行隊を第一三海軍航空隊に供出し、神州隊のみ残存。
4月下旬　特攻編成を解き、神州隊解散。九州に撤退。
5月15日　解隊
三八一空とともに、台湾・九州への引き上げが実施されたため、蘭印の防空力は消滅した。新三三一空は大規模な航空戦に投入されることはなかったが、フィリピン戦線の特攻作戦に際して、機体の供出を強いられている。特攻隊の神州隊は出撃の機会はなかった。偶然にも、回天特攻隊の神州隊も、終戦によって特攻を取りやめている。また、旧三三一空は絶海の孤島メレヨンに進駐し、戦闘を経験することはなかったものの、補給が途絶し、飢餓による死者が続出した。

## 主力機種
- 零式艦上戦闘機…主力戦闘機。
- 天山…当初の主力攻撃機。
- 九七式艦上攻撃機…再編後の主力攻撃機。

## 歴代司令
- 下田久夫 中佐：昭和18年7月1日‐
- 埴田照之：昭和19年11月1日‐戦後解散